# پارک ملی ساوو شرقی

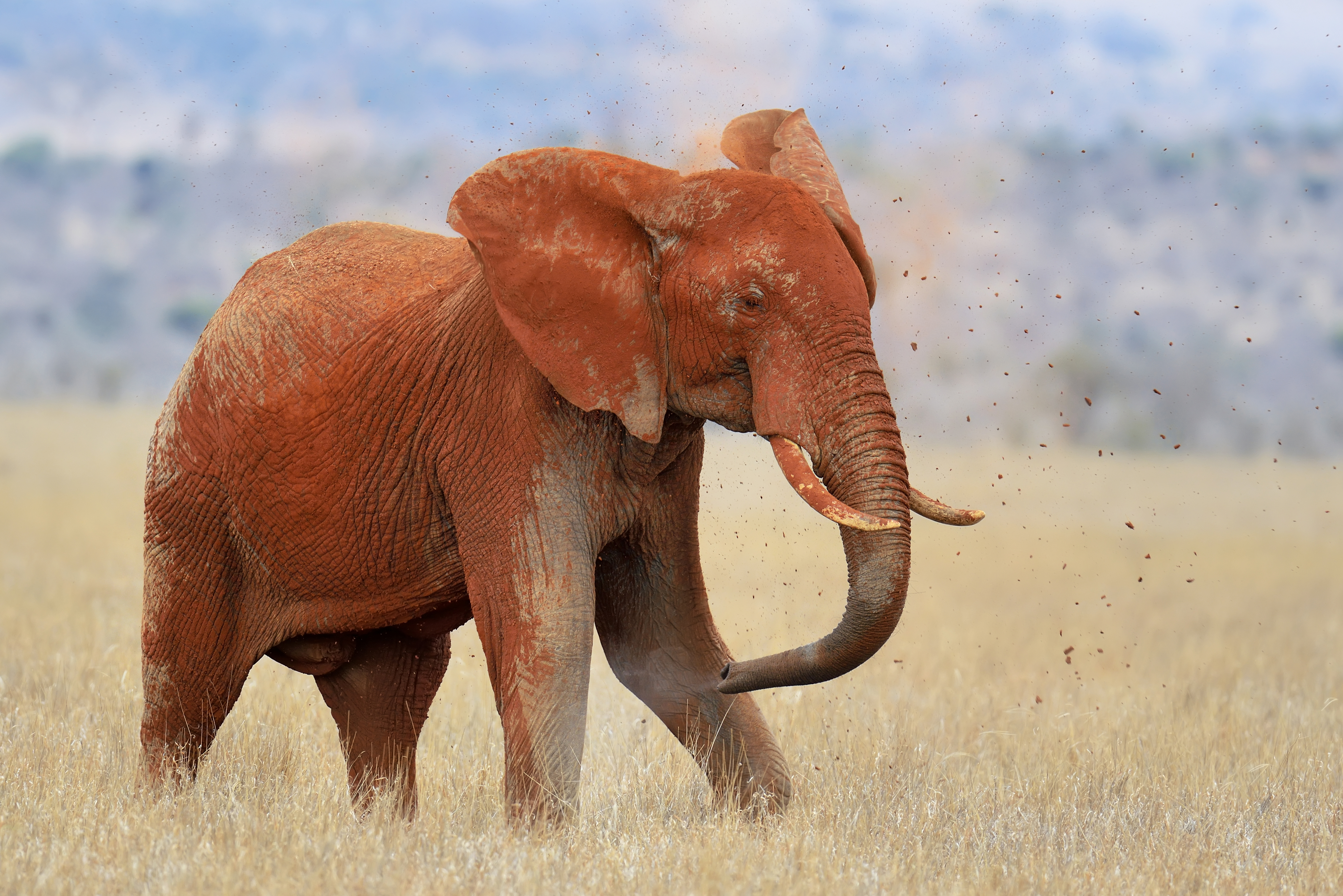
نگاره‌ای از یک فیل آفریقایی در پارک ملی ساوو شرقی.

پارک ملی ساوو شرق یکی از قدیمی‌ترین و بزرگ‌ترین پارک‌های ملی کنیا است که ۱۱٬۷۴۷ کیلومتر مربع وسعت دارد. گشایش‌یافته در ۱۹۴۸، این پارک در ناحیه تائیتا-تاوتا در استان ساحلی قرار گرفته. پارک به دو بخش شرقی و غربی تقسیم شده که توسط راه‌آهن از هم جدا می‌شوند. نام پارک از رودخانه ساوو می‌آید؛ رودی که از از غرب به شرق این پارک ملی در جریان است. انتهای غربی پارک به مرز تانزانیا می‌رسد.